# أكرون (كولورادو)
أكرون (بالإنجليزية: Akron, Colorado)‏ هي بلدة تقع في مقاطعة واشنطن، كولورادو - مقر المقاطعة بولاية كولورادو في الولايات المتحدة. تبلغ مساحتها 3.8 (كم²)، وترتفع عن سطح البحر 1420 م، بلغ عدد سكانها 1702 نسمة في عام 2010 حسب إحصاء مكتب تعداد الولايات المتحدة وتصل الكثافة السكانية فيها 450.3 نسمة/كم2.

## المناخ
يظهر الجدول التالي التغييرات المناخية على مدار السنة لأكرون:
| البيانات المناخية لـأكرون                | البيانات المناخية لـأكرون | البيانات المناخية لـأكرون | البيانات المناخية لـأكرون | البيانات المناخية لـأكرون | البيانات المناخية لـأكرون | البيانات المناخية لـأكرون | البيانات المناخية لـأكرون | البيانات المناخية لـأكرون | البيانات المناخية لـأكرون | البيانات المناخية لـأكرون | البيانات المناخية لـأكرون | البيانات المناخية لـأكرون | البيانات المناخية لـأكرون |
| الشهر                                    | يناير                     | فبراير                    | مارس                      | أبريل                     | مايو                      | يونيو                     | يوليو                     | أغسطس                     | سبتمبر                    | أكتوبر                    | نوفمبر                    | ديسمبر                    | المعدل السنوي             |
| ---------------------------------------- | ------------------------- | ------------------------- | ------------------------- | ------------------------- | ------------------------- | ------------------------- | ------------------------- | ------------------------- | ------------------------- | ------------------------- | ------------------------- | ------------------------- | ------------------------- |
| الدرجة القصوى °ف (°م)                    | 74 (23)                   | 77 (25)                   | 85 (29)                   | 91 (33)                   | 97 (36)                   | 105 (41)                  | 107 (42)                  | 109 (43)                  | 100 (38)                  | 91 (33)                   | 87 (31)                   | 80 (27)                   | 109 (43)                  |
| متوسط درجة الحرارة الكبرى °ف (°م)        | 38.2 (3.4)                | 43.9 (6.6)                | 51.7 (10.9)               | 60.4 (15.8)               | 70.0 (21.1)               | 81.8 (27.7)               | 88.7 (31.5)               | 86.8 (30.4)               | 78.1 (25.6)               | 65.6 (18.7)               | 49.2 (9.6)                | 40.4 (4.7)                | 62.9 (17.2)               |
| متوسط درجة الحرارة الصغرى °ف (°م)        | 11.9 (−11.2)              | 17.1 (−8.3)               | 23.8 (−4.6)               | 31.6 (−0.2)               | 41.7 (5.4)                | 51.0 (10.6)               | 56.7 (13.7)               | 55.0 (12.8)               | 45.7 (7.6)                | 33.5 (0.8)                | 21.7 (−5.7)               | 13.7 (−10.2)              | 33.6 (0.9)                |
| أدنى درجة حرارة °ف (°م)                  | −28 (−33)                 | −29 (−34)                 | −21 (−29)                 | −3 (−19)                  | 19 (−7)                   | 28 (−2)                   | 38 (3)                    | 39 (4)                    | 17 (−8)                   | 4 (−16)                   | −11 (−24)                 | −25 (−32)                 | −29 (−34)                 |
| الهطول إنش (مم)                          | 0.33 (8.4)                | 0.36 (9.1)                | 1.04 (26)                 | 1.58 (40)                 | 3.15 (80)                 | 2.32 (59)                 | 2.93 (74)                 | 2.00 (51)                 | 0.92 (23)                 | 0.90 (23)                 | 0.69 (18)                 | 0.40 (10)                 | 16.62 (421.5)             |
| المصدر #1: NOAA (normals, 1971–2000)     |                           |                           |                           |                           |                           |                           |                           |                           |                           |                           |                           |                           |                           |
| المصدر #2: The Weather Channel (Records) |                           |                           |                           |                           |                           |                           |                           |                           |                           |                           |                           |                           |                           |

## وصلات خارجية
- Town of Akron
- The US50 - Cities and Towns in Colorado State
- Colorado Cities and Towns, Facts, Map, Flag, Colleges, Government, and More